# Alt Palatinat
L'Alt Palatinat (en alemany Oberpfalz) és una de les set regions administratives en què està dividit el land alemany de Baviera. La capital és Ratisbona (Regensburg). Se subdivideix en dues regions (Planungsverband) - Oberpfalz-Nord i Ratisbona.

## Història
La regió és anomenada per primer cop a principis del segle xvi, perquè pel Tractat de Pavia era una de les porcions principals del territori de l'Elector del Palatinat de Wittelsbach, qui també governava el Baix Palatinat a la Renània, que ara rep el nom oficial de Palatinat, o Pfalz. La capital de l'Alt Palatinat era Amberg. Les branques menors del Wittelsbach també governaven els territoris de Neuburg i Sulzbach.
Com a resultat de l'infructuós intent de l'Elector Palatí Frederic V de reclamar el tron del Regne de Bohèmia el 1619-20, l'Alt Palatinat, junt amb la resta de les seves terres, fou declarat proscrit per l'Emperador i, junt amb el títol Electoral, donat al Duc de Baviera. Encara que retornà el Baix Palatinat al fill de Frederic per la Pau de Westfàlia del 1648, l'Alt Palatinat va romandre sota l'Elector de Baviera, i ha format part de Baviera des d'aleshores. Els territoris més petits de Sulzbach i Neuburg passaren a Baviera el 1742, mentre que la ciutat de Ratisbona, que era una Ciutat Lliure Imperial, no es va unir a la resta de la regió fins al final del Sacre Imperi Romanogermànic el 1806.

## Divisió administrativa
| Landkreise (districte rurals) | Kreisfreie Städte (districtes-urbans lliures)     |
| 1. Districte d'Amberg-Sulzbach 2. Districte de Cham 3. Districte de Neumarkt in der Oberpfalz 4. Districte de Neustadt an der Waldnaab 5. Districte de Ratisbona 6. Districte de Schwandorf 7. Districte de Tirschenreuth | 1. Amberg 2. Ratisbona 3. Weiden in der Oberpfalz |

### Població
Població històrica de l'Alt Palatinat:
- 1900: 553.841
- 1910: 600.284
- 1939: 694.742
- 1950: 906.822
- 1961: 898.580
- 1970: 963.833
- 1987: 969.868
- 2002: 1.088.929
- 2005: 1.089.543